# Uli Latukefu
Uli Latukefu, född  2 augusti 1983, är en australisk skådespelare.
Creed-Miles har bland annat medverkat TV-serien Marco Polo. Han har även medverkat i filmerna Alien: Covenant och Next Goal Wins.

## Filmografi (i urval)
- 2014–2016 – Marco Polo (TV-serie)
- 2017 – Alien: Covenant
- 2024 – Next Goal Wins
- 2025 – Familjen Munros hemlighet (TV-serie)
- 2025 – Countdown (TV-serie)